# Katharina Rutschky
Katharina Rutschky, née le 25 janvier 1941 à Berlin où elle meurt le 14 janvier 2010, est une pédagogue allemande. Elle est notamment la créatrice du concept de « pédagogie noire »  dans son ouvrage Schwarze Pädagogik. Quellen zur Naturgeschichte der bürgerlichen Erziehung (1977), développé par Alice Miller quelques années plus tard dans C'est pour ton bien.

## Hommages
Son travail est récompensé par le prix Heinrich Mann en 1999.

## Publications
- Handbuch Sexueller Mißbrauch, Rowohlt Tb. 1999
- Im Gegenteil – Politisch unkorrekte Ansichten über Frauen, Verlag Klaus Wagenbach, September 2011
- Erregte Aufklärung: Kindesmissbrauch: Fakten & Fiktionen. Klein, Hamburg 1992.  (ISBN 3-922930-05-0).
- Emma und ihre Schwestern. Ausflüge in den real existierenden Feminismus. Hanser, München; Wien 1999, 158 S.,  (ISBN 3-446-18766-9).
- Der Stadthund: von Menschen an der Leine. Rowohlt, Reinbek 2001. 223 S.  (ISBN 3-498-05758-8).
- Deutsche Kinder-Chronik: Wunsch- und Schreckensbilder aus vier Jahrhunderten. Parkland, Köln 2003.  (ISBN 3-89340-042-7).
- Schwarze Pädagogik. Quellen zur Naturgeschichte der bürgerlichen Erziehung. Herausgegeben und eingeleitet von Katharina Rutschky. 8. Aufl. München 2001 (Erstausgabe: Frankfurt am Main u.a. 1977).